# Penbutolol
Penbutolol es el nombre genérico de un medicamento que actúa como antagonista de los receptores beta-adrenérgicos no cardio-selectivo, es decir, tiene afinidad tanto por receptores beta-1 como beta-2. El penbutolol es indicado en el tratamiento de la hipertensión arterial.

## Mecanismo de acción
El penbutolol actúa relajando la musculatura lisa de los vasos sanguíneos y disminuye la frecuencia cardíaca para mejorar el flujo sanguíneo y disminuir la presión arterial. Posee actividad simpaticomimético intrínseco.

## Efectos adversos
Atenolol causa pocos efectos secundarios, principalmente se han reportado malestar estomacal 
diarrea, tos, dolor de cabeza, insomnio, disfunción sexual, pérdida de la memoria, entre otros.